# Frivärld
Frivärld, Stockholm Free World Forum, är en utrikes- och säkerhetspolitisk tankesmedja grundad 2011. 
Organisationen är partipolitiskt obunden och ägnar sig åt analys och opinionsbildning inom ramen för sina fyra temaområden: säkerhetspolitik, internationell rättsordning, frihandel och europeiskt samarbete. Dess uttalade syfte är att "stimulera och påverka diskussionen kring vilka idéer och perspektiv som ska styra svensk utrikes- och säkerhetspolitik". Därutöver driver man webbtidningen och podcasten Säkerhetsrådet och forskningsinstitutet Center for Influence and Disinformation Analysis (CIDA).
Tidningen Arbetsvärlden har återkommande rankat Frivärld som en av de fem mest inflytelserika svenska tankesmedjorna. I 2023 års ranking hamnade Frivärld på tredje plats och i rankingen för 2024 kom tankesmedjan på andra plats.

## Historia
2011 grundade den tidigare riksdagsledamoten Mats Johansson tankesmedjan med finansiering från Stiftelsen Fritt Näringsliv. Johansson agerade ordförande fram till sin bortgång 2017.  Efter Johanssons bortgång tillträdde Gunnar Hökmark på ordförandeposten.

## Verksamhet
Frivärld publicerar årligen ett tjugotal rapporter och böcker. En del av dessa är författade av utomstående skribenter och forskare såsom Karen-Anna Eggen, Fredrik Erixon, Una Aleksandra Bērziņa-Čerenkova, Halil Karaveli och Johan Norberg. Därutöver anordnar man seminarier och rundabordssamtal självständigt och tillsammans med andra tankesmedjor, forskningsinstitut och ambassader.
Verksamheten finansieras via projektanslag från myndigheter och företag samt via ett basanslag från Stiftelsen Fritt Näringsliv.

### Personer knutna till tankesmedjan

#### Fellows
Tankesmedjan har ett antal forskare och analytiker knutna till sig. År 2024 är dessa:
- Anders Åslund, adjungerad professor vid Georgetown University.[17]
- Patrik Oksanen, journalist och ledamot i Kungliga Krigsvetenskapsakademien.[18]
- Minna Ålander, forskare vid FIIA, Utrikespolitiska institutet i Finland och non-resident fellow vid CEPA i Washington, D.C.[19]
- Fredrik Johansson, kommunikationsrådgivare och krönikor på bland annat på Svenska Dagbladet.[20]
- Katarina Tracz, säkerhetspolitisk analytiker, moderator och rådgivare inom strategisk kommunikation.
- Stefan Fölster, nationalekonom och chef för tankesmedjan Better Future Economics.
- Benjamin Katzeff Silberstein, universitetslektor vid Hebrew University of Jerusalem.[21]

#### Tidigare verksamma vid tankesmedjan
- Mats Johansson, grundare samt ordförande för Frivärld 2011 till 2017.[22]
- Stefan Olsson, vd för Frivärld 2012 till 2014. Politiker och doktor i statsvetenskap från Uppsala universitet.[23]
- Katarina Tracz, vd för Frivärld 2014 till 2023.[24]
- Oscar Jonsson, tillförordnad vd för Frivärld 2018 till 2019. Forskare i krigsvetenskap vid Försvarshögskolan.[25]
- Diana Janse, senior fellow vid Frivärld 2021 till 2023. Statstjänsteman och tidigare svensk ambassadör.[26]
- Johanne Hildebrandt, tidigare ledamot i Frivärlds advisory board (2012). Krigskorrespondent och författare.[27]
- Pär Nyrén, tidigare senior fellow och projektledare med ansvar för näringslivs- och globaliseringsfrågor vid Frivärld. Analytiker vid Swedish Center for China Studies.[28]

### Utrikesakademin
Frivärld bedriver sedan 2015 Utrikesakademin, en årslång utbildning inom tankesmedjans programområden bestående av ett antal föreläsningdagar och studiebesök.
Till minne av Mats Johansson delar Frivärld även ut ett stipendium för studier eller praktik inom ramen för Utrikesakademin. Stipendiet instiftades i syfte att främja det öppna samhällets idéer genom att uppmuntra verksamhet i Mats Johanssons publicistiska anda.

### Säkerhetsrådet
2020 tog Frivärld över Svenska Dagbladets försvars- och utrikespolitiska webbtidning Säkerhetsrådet. Säkerhetsrådet är ett  forum för diskussion om svensk utrikes-, försvars- och säkerhetspolitik. På forumets agenda står ett brett spektrum av temata i form av information, aktuell debatt, försvarsupplysning med mera. Webbtidningens redaktör är Anna Rennéus Guthrie, chef för Frivärld.

### Podcaster
Podcasten Säkerhetsrådet leds av Anna Rennéus Guthrie och Patrik Oksanen. I podcasten samtalar de tillsammans med experter, opinionsbildare, företagare och beslutsfattare om utrikes- och säkerhetspolitiska frågor. 
I februari 2024 lanserades specialpodden Drakens år med fokus på Kina och dess påverkan på det svenska och den fria världens samhälle, politik och näringsliv. I podcasten deltar diverse Kinaexperter med specialisering inom utrikes- och säkerhetspolitik, liksom andra forskare och debattörer. 

## Urval av debatter som tankesmedjan varit tongivande i

### Svenskt Natomedlemskap
Frivärld har sedan sitt grundande 2011 verkat för ett svenskt Natomedlemskap. Engagemanget återspeglas i ett flertal böcker, rapporter, artiklar och podcasts som tankesmedjan publicerat på temat. Bland dessa återfinns boken Stronger Together som undersöker hur Sverige och Finland ska anpassa sig till Nato (och vice versa) samt rapporten "59 Punkter för vår Säkerhet", av Patrik Oksanen och Diana Janse, som bland annat rekommenderar att Sverige ansöker om Natomedlemskap. 
Efter Sveriges Natointräde publicerade Frivärld antologin Den långa vägen till Nato. I antologin samlar man sju profilerade skribenters perspektiv på Natofrågan och dess utveckling över tid i svenskt kontext.

### Säkerhetsriskerna kring sociala medie-plattformen TikTok
Frivärld har varit en drivande part i debatten om säkerhetsriskerna kring sociala medie-plattformen TikTok. I mars 2023 publicerade tankesmedjan rapporten "Tiktok: barnunderhållningen som blev ett säkerhetsproblem" som särskilt lyfter säkerhetsriskerna kring att TikToks kinesiska moderbolag Bytedance lyder under kinesisk lag och inflytande samt sättet på vilket plattformen förfogar över användardata. I samband med rapportens lansering anordnande Frivärld ett seminarium som sändes på SVT forum.

### Rysk hybridpåverkan
I Frivärlds rapport "Tracking the Russian Hybrid Warfare – Cases From Nordic-Baltic Countries" kartlägger och kategoriserar säkerhetsexperter från de nordiskbaltiska länderna rysk hybridaktivitet i regionen. Rapporten är del av Frivärlds långvariga arbete med att lyfta hybridpåverkan och annan påverkansverksamhet från främmande makt på den politiska agendan. Vid sin publicering uppmärksammades rapporten av bland andra Svenska Dagbladets ledarredaktion, finska Yle och norska TV2.

## Kontroverser

### Konflikt med kinesiska ambassadören 2021
Under 2021 publicerade Frivärld rapporten Draken som bytte taktik i vilken författarna Patrik Oksanen och Jesper Lehto argumenterar för att den kinesiska ambassaden i Sverige bedrivit en aggressiv och hotfull kampanj gentemot journalister och opinionsbildare som uttryckt sig kritiskt mot det kinesiska kommunistpartiet. I ett svar publicerat på ambassadens hemsida i september 2021 anklagar dåvarande ambassadören Gui Congyou Frivärld och författarna för förtal och menade att "världen hade varit en bättre plats utan dem".
Uttalandet väckte stor uppmärksamhet och cheferna för tankesmedjorna Arena Idé, Fores och Timbro krävde i en gemensam debattartikel i Aftonbladet att regeringen och utrikesdepartementet skulle avkräva ambassadören en ursäkt. Senare samma vecka fördömde utrikesminister Ann Linde ambassadens påtryckningar gentemot tankesmedjan och påtalade att "det inte är första gången som UD fått kalla upp ambassadören". Den 23 september meddelade Kina att man ersatt Gui med sin tidigare ambassadör till Angola, Cui Aimin, men angav ingen orsak till det hastiga bytet.